# Tanala

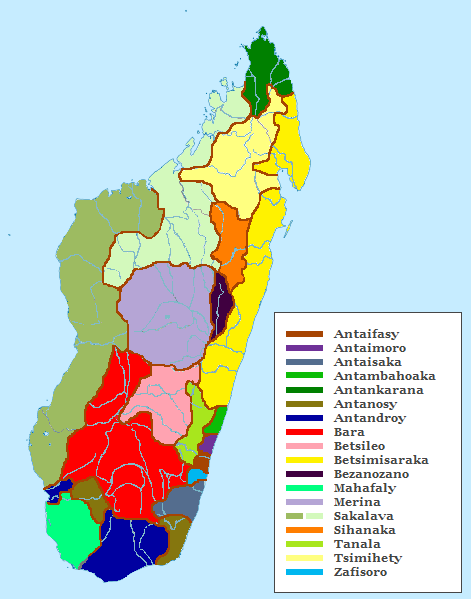
Rozmieszczenie ludów Madagaskaru

Tanala (dosł. „ludzie lasu”) – grupa etniczna zamieszkująca Madagaskar na południe od wschodniego łańcucha górskiego wyspy. Grupa podzielona jest na dwie podgrupy: Menabe oraz Ikongo.
Około 1987 roku populacja plemienia wynosiła około 400 tysięcy osób.

## Tradycje
Zamieszkują na południe od wschodniego łańcucha górskiego wyspy. Tradycyjnie grupa stanowiła społeczeństwo zbieracko-łowieckie zajmujące się także zbiorem drewna i uprawą roli z wykorzystaniem prymitywnej metody żarowej.
Stosowany przez grupę system żarowy ze względu na swoją destrukcyjną naturę został zakazany przez rząd Madagaskaru. W ciągu kolejnych dekad wielu członków grupy zaczęło zajmować się uprawą roli na komercyjną skalę, sadząc ryż i kawę wykorzystując bardziej zaawansowane techniki.
Grupa dzieli się na dwie podgrupy: Menabe (zwana także Antaiva lub Tankay) na północy oraz Ikongo na południu.
Tradycyjnie grupa ta nie posiadała silnej struktury politycznej, co w XVIII wieku ułatwiło najpierw plemieniu Merina, a później Francuzom podbicie północnej części jej terytorium.